# Église Saint-Jean-Baptiste de Beauquesne
L'église Saint-Jean-Baptiste de Beauquesne est située à Beauquesne, dans le département de la Somme au sud-est de Doullens.

## Historique
L'église du XIIIe siècle fut démolie à la fin du XIXe siècle pour laisser place à un nouvel édifice. Seul fut conservé le clocher du XIIIe siècle. L'édifice actuel fut construit au début du XXe siècle. Le clocher est protégé au titre des monuments historiques : inscription par arrêté du 4 mars 1926.

## Caractéristiques

### Extérieur
L'église actuelle, construite en brique et pierre est de style néo-roman selon un plan basilical traditionnel, avec bas-côtés mais sans transept. Les murs extérieurs sont ornés d'un décor en damier fait de briques bicolores.
La tour du clocher de pierres blanches, s'élève sur quatre étages. Elle se termine par un toit en flèche.

### Intérieur
L'église conserve un confessionnal du XVIIIe siècle, en bois bruni avec porte ouvragée, inscrit monument historique au titre d'objet le 13 octobre 1986.
Elle conserve également une mosaïque : Les anges du sacrifice et de la victoire, réalisée par Gustave Riquet.

## Photos

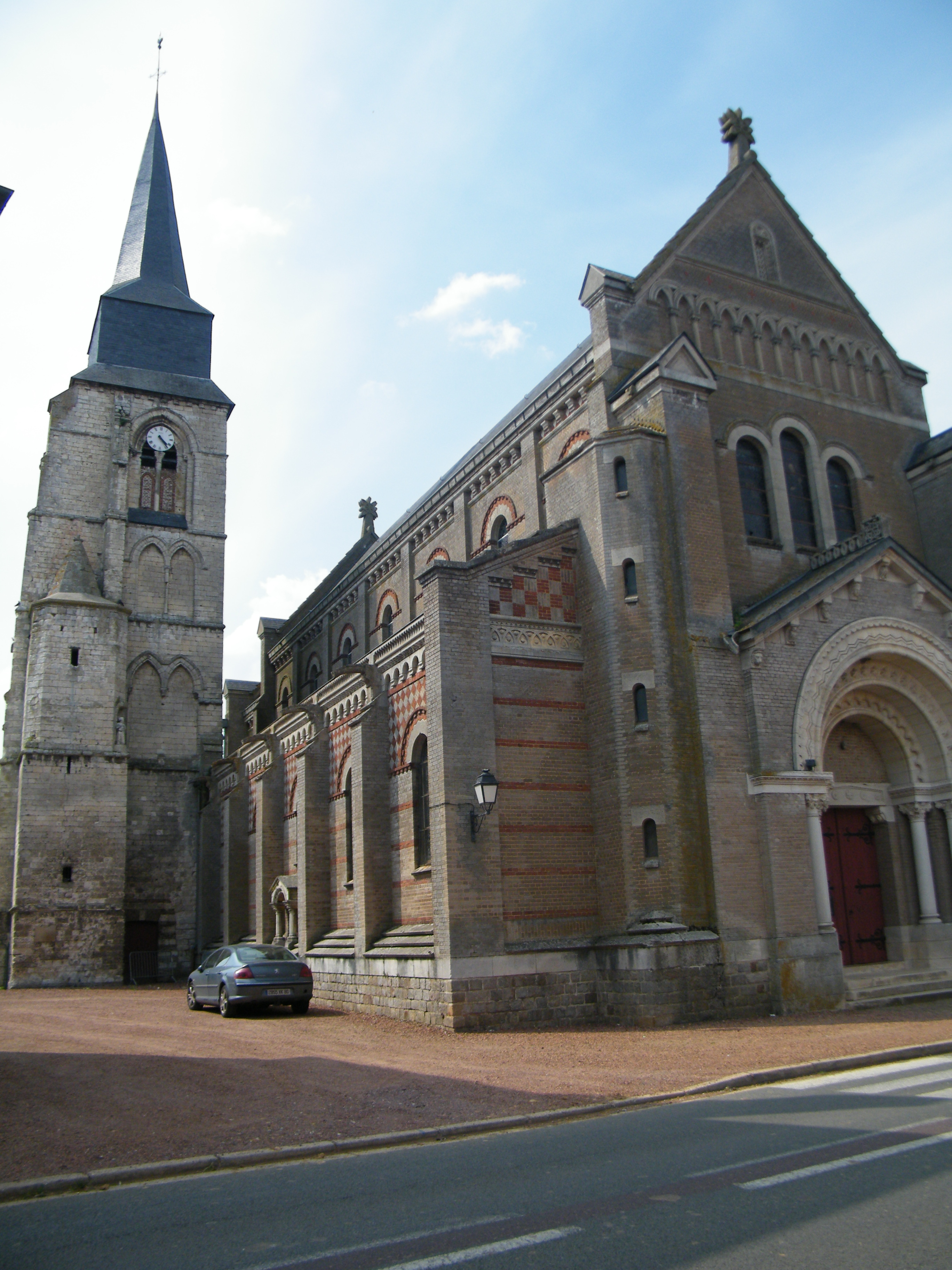
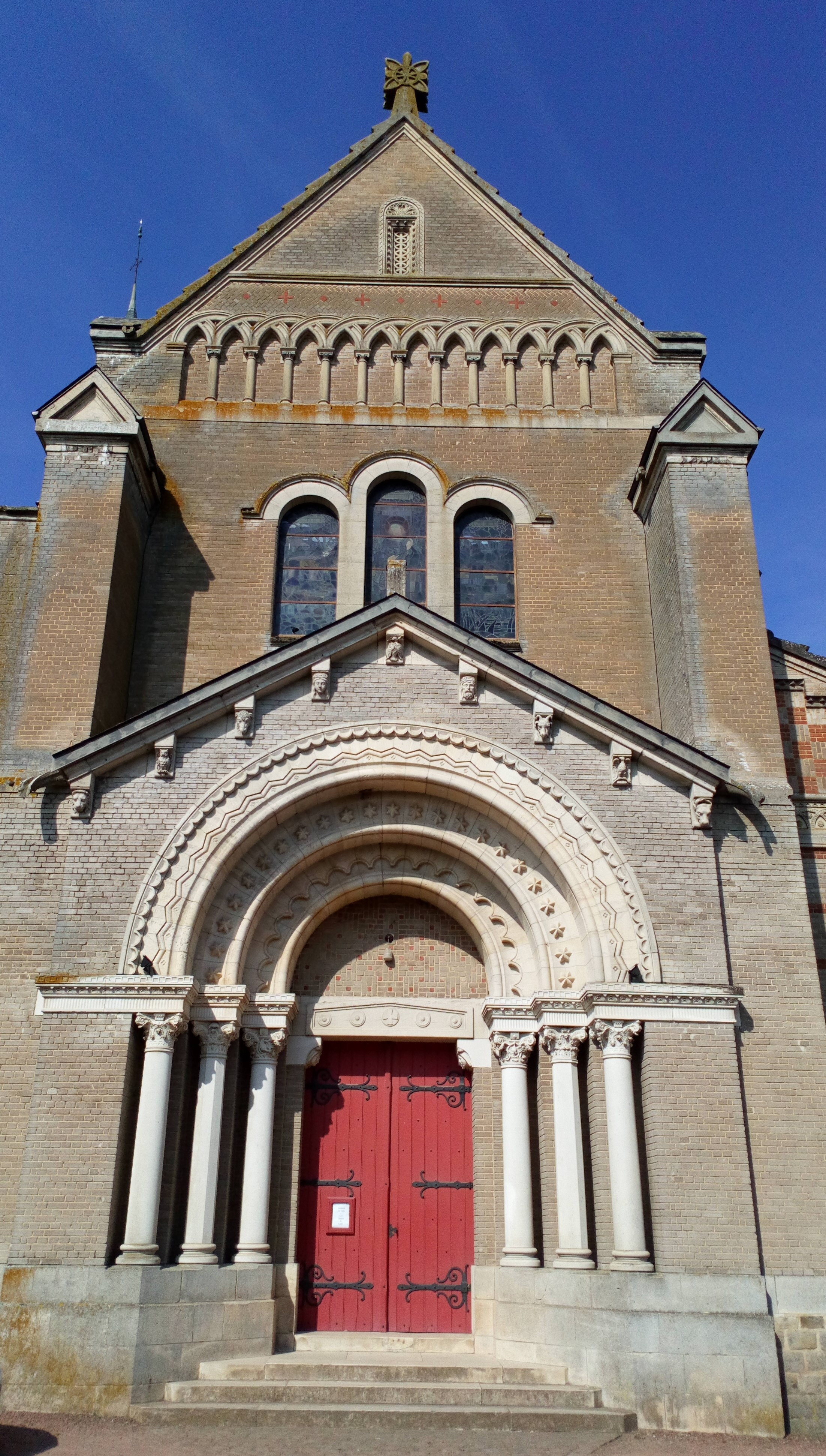
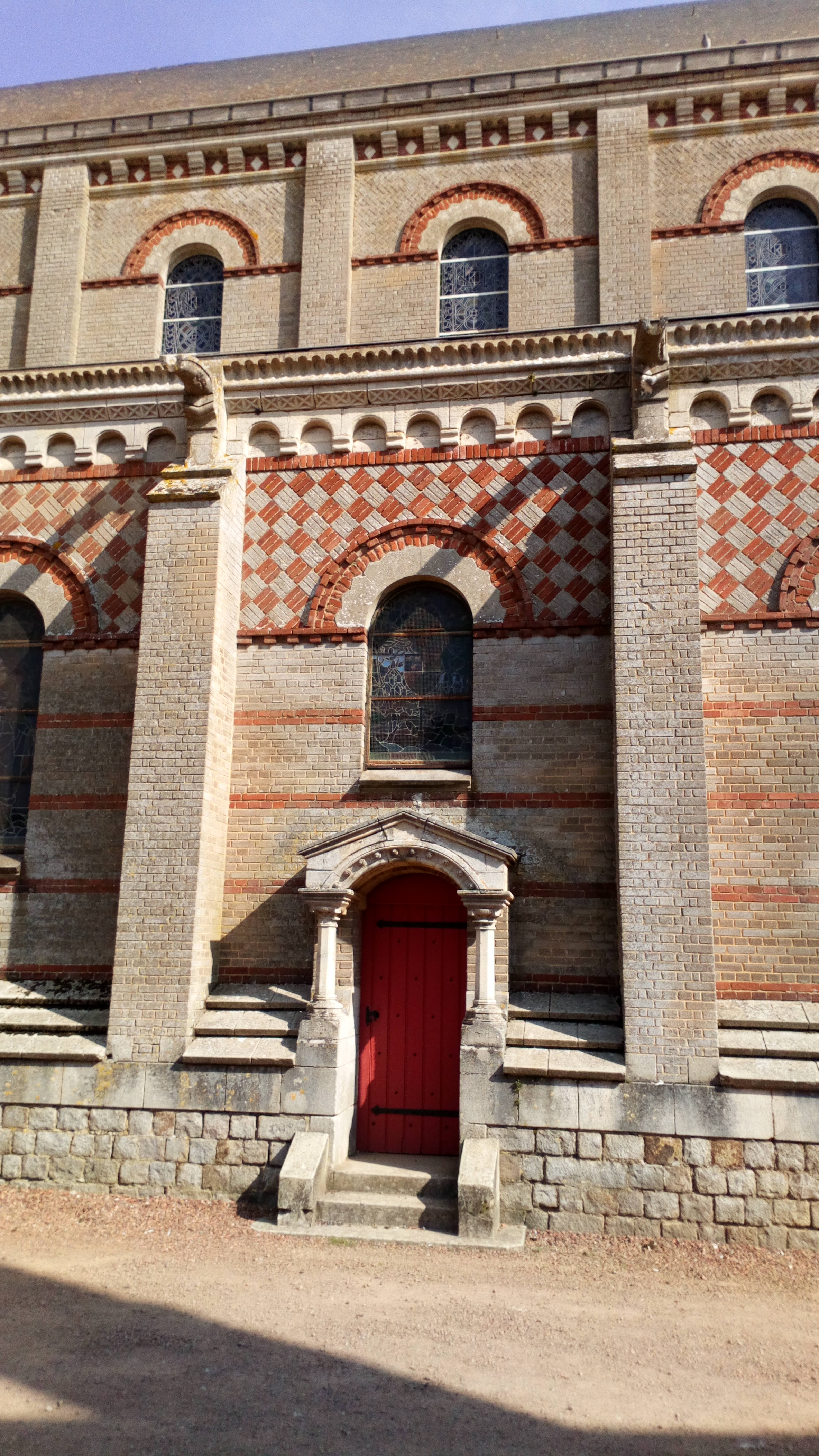
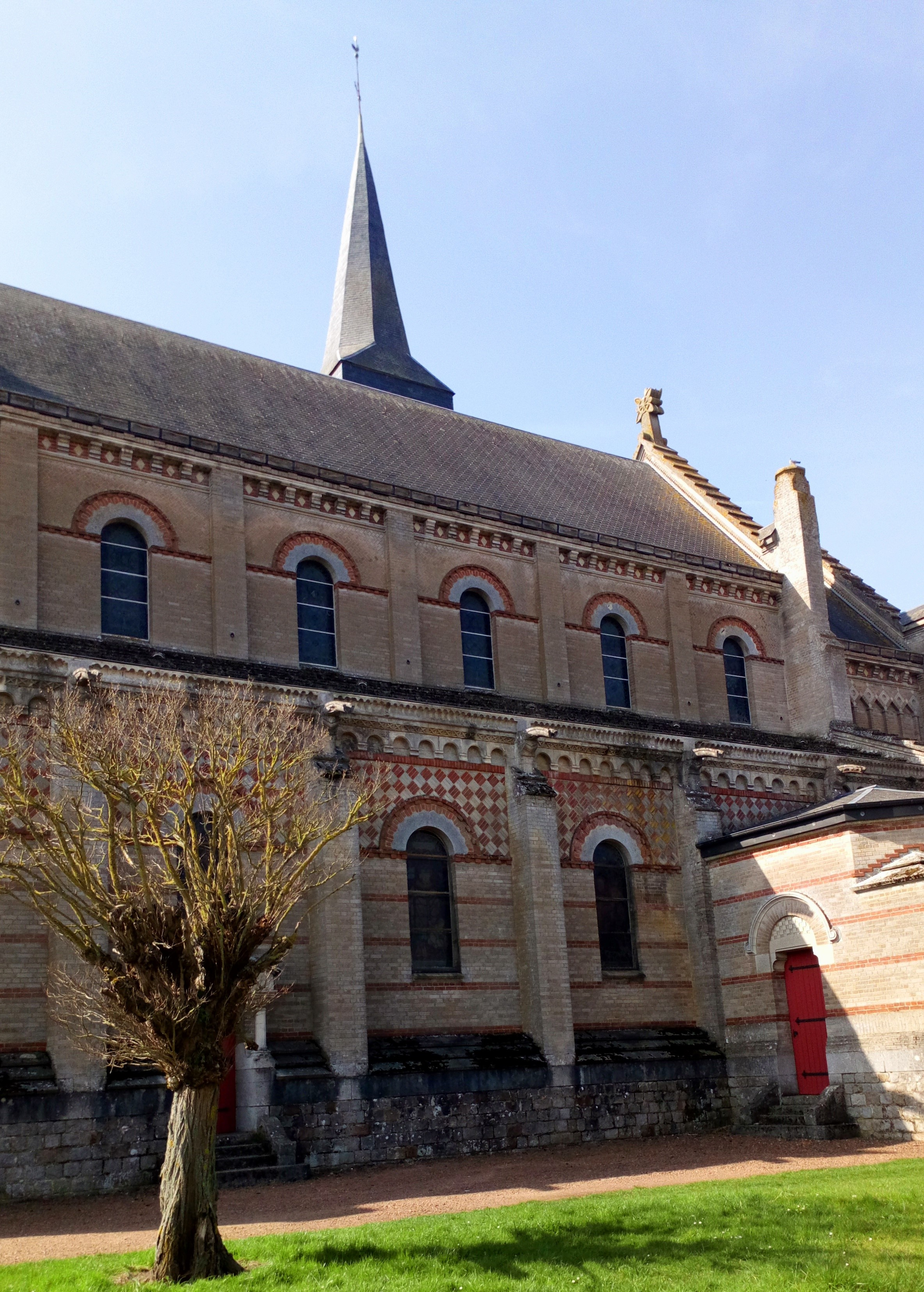